# Black bottom

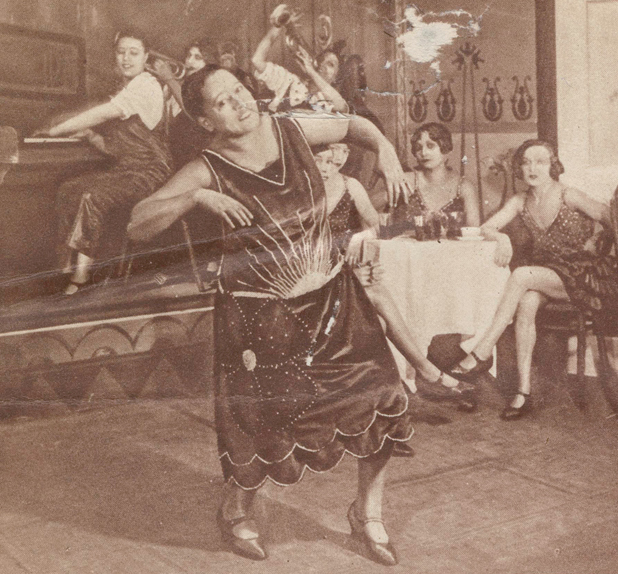
La chanteuse et actrice Edith Wilson interprète la Black Bottom Dance dans la production théâtrale de Londres des "Blackbirds" de Lew Leslie, (1926)

Le black bottom est un type de danse de société américaine qui prend racine au XIXe siècle mais se popularise dans les années 1920. Cette danse est similaire au charleston et possède la même rythmique binaire et syncopée. 
Un des pas favoris consiste à faire des pas sautillés en avant et en arrière, en solo, à deux ou en groupe.
Ma Rainey a fait un enregistrement faisant clairement allusion à cette danse dans  Ma Rainey's Black Bottom.